# Matías Mirabaje
Matias Mirabaje (Montevideo, Uruguay, 6 de marzo de 1989) es un futbolista que juega como centrocampista y su actual equipo es el Delhi Dynamos de la Superliga de India.

## Trayectoria
Mirabaje se inició en las inferiores del Club Nacional de Football que lo cedió a préstamo varias veces al Racing de Montevideo, club con el que compartía la ficha del futbolista. Luego de varias destacadas actuaciones en el cervecero y militar en la selección sub-20 de su país, Mirabaje jugó en Nacional en la segunda mitad del año 2010. 
A inicios del 2011, el técnico de su equipo, Juan Ramón Carrasco, decidió su discontinuidad, por lo cual el jugador emigró a Colombia para jugar el Torneo Apertura 2011 con el Once Caldas.
Posteriormente, regresa a su país donde entrena un tiempo con el plantel de su exequipo, Racing, pero sorpresivamente termina firmando para Wanderers.
Luego de haber jugado enMontevideo Wanderers, en 2012, emigró hacia Argentina para jugar en el Club Atlético San Lorenzo de Almagro. 
En junio de 2013, acordó una cesión por un año a la Asociación Atlética Argentinos Juniors, finalmente, a principios de 2014 firma contrato con el Clube Atlético Paranaense, donde jugaba su cuñado Lucas Olaza, a préstamo por seis meses luego de rescindir contrato con Argentinos Juniors.
A mediados de 2014, vuelve del préstamo al Atlético Paranaense donde jugó la Copa Libertadores, para reincorporarse a San Lorenzo aunque no juega durante todo el segundo semestre.
En 2015 es cedido a préstamo al Club Atlético Patronato de la Juventud Católica de la Primera B Nacional, segunda división del fútbol argentino.
Para el comienzo de la temporada 2015-16, fue contratado por Club Atlético Juventud de las Piedras para jugar el Campeonato Uruguayo 2015-16 y la Copa Sudamericana 2015 por primera vez en la historia del club.
Mirabaje debutó en el club con la casaca '10' el 14 de agosto de 2015, en el Estadio Luis Franzini. En esa ocasión, el equipo canario goleó por 4-1 al Real Potosí de Bolivia con tres goles de Matías.
Con estos goles, Mirabaje se convirtió en el primer futbolista uruguayo en marcar un triplete en la historia de la competición.
El 25 de julio de 2020 el Club Real Potosí de Bolivia anunció en sus redes sociales que Mirabaje estará en el club potosino.

## Selección nacional

### Participaciones en Copas del Mundo
| Mundial                       | Sede   | Resultado        | PJ |
| ----------------------------- | ------ | ---------------- | -- |
| Copa Mundial de Fútbol Sub-20 | Egipto | Octavos de lugar | 1  |

## Clubes
| Club                | País      | Año         | Goles |
| ------------------- | --------- | ----------- | ----- |
| Racing              | Uruguay   | 2006 - 2010 | 10    |
| Nacional            | Uruguay   | 2010        | 0     |
| Once Caldas         | Colombia  | 2011        | 2     |
| Wanderers           | Uruguay   | 2011        | 0     |
| San Lorenzo         | Argentina | 2012 - 2013 | 1     |
| Argentinos Juniors  | Argentina | 2013        | 0     |
| Atlético Paranaense | Brasil    | 2014        | 0     |
| San Lorenzo         | Argentina | 2014        | 0     |
| Patronato           | Argentina | 2015        | 2     |
| Juventud            | Uruguay   | 2015 - 2016 | 7     |
| Fénix               | Uruguay   | 2016        | 2     |
| Unión Comercio      | Perú      | 2017        | 1     |
| Delhi Dynamos       | India     | 2018-2019   |       |
| Racing              | Uruguay   | 2019        |       |

### Récords
- Primer futbolista uruguayo en marcar un hat-trick en la historia de la Copa Sudamericana - (Juventud 4-1 Real Potosí, Copa Sudamericana 2015)